# Planet Pop
Planet Pop ist das Debütalbum der internationalen Pop-Band ATC. Es wurde am 6. November 2000 über die Labels Kingsize Records und BMG veröffentlicht.

## Produktion
Bei dem Album fungierte der deutsche Musikproduzent Thomas M. Stein als Executive Producer. Die meisten Lieder wurden von Alex Christensen produziert.

## Covergestaltung
Das Albumcover zeigt die vier Bandmitglieder Joe, Livio, Sarah und Tracey (von links nach rechts), die in roten T-Shirts bzw. Tops auf roten Stühlen sitzen oder hocken. Der Hintergrund ist lila-schwarz gehalten. Am oberen Bildrand befinden sich links die Schriftzüge ATC sowie dessen ausgeschriebene Form A Touch of Class und rechts der Titel Planet Pop in Weiß.

## Titelliste
| #  | Titel                                                               | Länge |
| -- | ------------------------------------------------------------------- | ----- |
| 1  | Introducing ATC                                                     | 0:40  |
| 2  | Around the World (La La La La La)                                   | 3:35  |
| 3  | My Heart Beats Like a Drum (Dam Dam Dam)                            | 3:43  |
| 4  | Thinking of You                                                     | 3:42  |
| 5  | Until                                                               | 3:49  |
| 6  | Mistake No.2                                                        | 3:58  |
| 7  | Why Oh Why                                                          | 3:52  |
| 8  | Without Your Love                                                   | 3:20  |
| 9  | So Magical                                                          | 3:35  |
| 10 | Notte D’amore con te                                                | 4:01  |
| 11 | Mind Machine                                                        | 3:34  |
| 12 | Let Me Come & Let Me Go                                             | 3:16  |
| 13 | Lonely                                                              | 3:50  |
| 14 | Lonesome Suite                                                      | 1:08  |
| 15 | Love Is Blind                                                       | 3:02  |
| 16 | With You                                                            | 3:45  |
| 17 | Heartbeat Outro                                                     | 1:06  |
| 18 | My Heart Beats Like a Drum (Dam Dam Dam) (International Radio Edit) | 3:56  |

## Chartplatzierungen und Singles
Planet Pop stieg am 20. November 2000 auf Platz 11 in die deutschen Albumcharts ein und belegte in den folgenden Wochen die Ränge 23 und 33. Insgesamt konnte sich das Album 23 Wochen in den Top 100 halten. In Österreich erreichte es Position 46, in der Schweiz Platz 47 und in Finnland Rang 10. Auch in den Vereinigten Staaten konnte Planet Pop auf Position 73 in die Charts einsteigen.
Die erste Single Around the World (La La La La La), die am 22. Mai 2000 erschien, war noch erfolgreicher als das Album selbst und wurde zu einem mehrwöchigen Nummer-eins-Hit in Deutschland, Österreich und der Schweiz. Die Melodie des Lieds basiert auf einem Sample des Songs Pesenka des russischen Pop-Duos Ruki wwerch aus dem Jahr 1998. Die zweite Auskopplung My Heart Beats Like a Drum (Dam Dam Dam) erreichte in Deutschland Platz 3. Weiterhin folgten die Singles Thinking of You (DE #46) und Why Oh Why (DE #16). Zu allen Auskopplungen wurden auch Musikvideos gedreht.

## Auszeichnungen für Musikverkäufe
Das Album erhielt noch im Erscheinungsjahr in Deutschland für über 150.000 Verkäufe eine Goldene Schallplatte.
| Land/Region        | Auszeichnungen für Musikverkäufe (Land/Region, Auszeichnung, Verkäufe) | Verkäufe |
| ------------------ | ---------------------------------------------------------------------- | -------- |
| Deutschland (BVMI) | Gold                                                                   | 150.000  |
| Insgesamt          | 1× Gold ·                                                              | 150.000  |

Die Single Around the World (La La La La La) wurde für über 500.000 verkaufte Exemplare in Deutschland im Jahr 2000 mit einer Platin-Schallplatte ausgezeichnet und erhielt in Österreich und der Schweiz für jeweils mehr als 25.000 verkaufte Exemplare eine Goldene Schallplatte. Außerdem gewann die Gruppe für die Single bei der Echoverleihung 2001 den Preis in der Kategorie Dance Single des Jahres national. Des Weiteren bekam die Auskopplung My Heart Beats Like a Drum (Dam Dam Dam) für über 250.000 Verkäufe in Deutschland eine Goldene Schallplatte.

## Rezeption
| Professionelle Bewertungen | Professionelle Bewertungen |
| -------------------------- | -------------------------- |
| Kritiken                   |                            |
| Quelle                     | Bewertung                  |
| allmusic                   | [ 11 ]                     |

Bei allmusic erhielt Planet Pop zwei von möglichen fünf Punkten. Es wird kritisiert, dass das Album die hohen Erwartungen nach der Hitsingle Around the World (La La La La La) nicht erfüllen könne, da die meisten Lieder deutlich schwächer seien. Lediglich die Songs Mind Machine und Notte D’amore con te würden noch positiv hervorstechen.